# NORO
NORO（のろ）は、日本のシンガーソングライター、レコーディング・エンジニア、マスタリング・エンジニア、マニピュレーター。広島県広島市出身。WEBデザイナーや女優としても活動している。

## 人物
自ら打ち込み、録音、ミキシング、マスタリングも行うシンガーソングライターである。2007年に牧村憲一エグゼクティブ・プロデューサーの下、自身で打ち込みやミキシングも行った渋谷系ポップスの流れを継いだ1stアルバム『LOVE SWEET DREAM』をリリース。その後アメリカ合衆国フィラデルフィアの女性ラッパーSteph Pocketsとの共同プロデュースなどインターナショナルな活動をしながら、2011年ドリーミーポップな2ndミニアルバム『FREEWHEELin’ e.p.』、2014年電子雑誌トルタルでの音楽連載をまとめた3rdミニアルバム『theRoom1058』、1stシングル『DREAM in RUINS(廃墟の夢)』、2016年に4枚目のアルバム『Je T’aime(ジュテーム)』をリリース。音楽活動以外では、企業広告を多数手がけるWEBデザイナーであり、映画出演もしている。2020年よりYouTube動画制作に力を入れている。

## 来歴
3歳から12歳までピアノを習い、同時期より桐朋学園大学音楽学部附属「子供のための音楽教室」に9歳まで通う。中学校でギター・マンドリンオーケストラ部に所属し、マンドリンパート・トッププレイヤーに選抜されていたが、当時熱中していたスケートボードの練習に打ち込むため退部。高校進学後ギターを独学で始め、同時に作詞作曲を始める。大学在学中にダンスミュージックプロデューサーB.U.SにDTMを勧められ、コンピュータを使った音楽制作をはじめる。広告代理店に就職のため上京後は、音楽制作とライブ三昧の日々を送る中で、「渋谷・青い部屋」に通うようになり、レギュラーイベントで歌い始める。
2001年、青い部屋にて、毎回個性的なゲストを呼び、ライブとトークショーを繰り広げる自らのイベント「アングラ喫茶★東京」をスタート。
2003年～2006年、イベントプロデュース力とキャラクターを運営陣に評価され、青い部屋のブッキング・トータルマネージャーとして抜擢される。また4代目の青い部屋プロデューサーと広報も兼任し、個性的で彩り豊かなイベントや企画を次々と仕掛け青い部屋の黄金時代を築き、ミッド・ゼロ年代の渋谷アンダーグラウンドカルチャーの一端を担った。またこの期間に、青い部屋アイドルユニット青いっ子クラブの企画発案・オーディション主催・育成も行う。青いっ子クラブの名づけは、NOROとイベント共演をしていた宅八郎によるもの。また、2006年秋に1stアルバムレコーディングのため青い部屋退職後は、同年に行われた第1回渋谷音楽祭にライブ出演している。

## ディスコグラフィー

### ソロ
- 2005年 V.A.『TECHNO4POP Vol.3』参加曲：二人はエキゾチカ
- 2007年 album『LOVE SWEET DREAM』（仏映画「DREAMLAND(2015/監督Robin Entreinger)」の挿入曲「CROSSWORD PUZZLE」「123」収録）
- 2011年 album『FREEWHEELin’ e.p.』
- 2014年 album『the Room 1058』
- 2014年 single『DREAM in RUINS～廃墟の夢』
- 2016年 album『Je T’aime (ジュテーム)』

### ソロ/限定リリース
- 2002年 maxi single『Sad Mad Silent』
- 2004年 Famiポート期間限定single 『DON’T SEE ME AS…』『キングのカード』『ダメじゃない』

### ミュージックビデオ
- 2008年 『LOVERS of the PLANET』
- 2012年 『Cloud Cloud』電子書籍トルタルvol.1 収録
- 2012年 『Dance Dance Skip～だんだん好き』電子書籍トルタルvol.2 収録
- 2012年 『MyLife+』電子書籍トルタルvol.3 収録
- 2013年 『Milk Tea 4 You』電子書籍トルタルvol.4 収録
- 2013年 『せかい中の爆弾よシャボン玉になれ』電子書籍トルタルvol.5 収録
- 2014年 『DREAM in RUINS～廃墟の夢』
- 2020年 『CASTLE of FLOWERS』

### 提供、他
- 2004年 『海の底 / モダーン今夜』マンドリン
- 2005年 『LA GADOUR / KENZO SAEKI』『LES CACTUS / KENZO SAEKI』コーラス、vo.レコーディング・エンジニア
- 2005年 『ROLLY in Aoiheya 怪奇骨董音楽会～実況録音盤/ROLLY』ディレクター
- 2006年 『HIT SONG MAKERS 栄光のJ-POP伝説 [DVDエディション]』マニピュレーター
- 2006年 『ROKKASHO maybe the last mix/ サエキけんぞう×ELEKTEL』vo.レコーディングエンジニア
- 2008年 『Y’A LE PRINTEMPS QUI CHANTE（春は歌うよ）/GENIUS』ミキシング・エンジニア
- 2009年 『Give Me A Chance / Steph Pockets』共同プロデュース/ボーカル　※タワーレコード限定bonus single CD-R収録
- 2011年 『緋色の月』ナレーション（V.A.DREAM TOUCH収録）
- 2011年 『DREAM TOUCH(V.A.)』ボーカル/レコーディング・エンジニア
- 2012年 『Round&Round / Steph Pockets』共同プロデュース/ベース
- 2014年 『Win Some, Lose Some　/ DJ kou & Steph Pocket』ボーカル
- 2014年 『4/顔がない』マスタリング・エンジニア
- 2015年 『feel the soul / DJ kou』ボーカル/ラップ
- 2020年 『舞台「江の島行」主題歌』作曲・編曲（作詞：吉村元希　歌：内山由香莉）

## テレビ・映画出演
- 2005年4月～2006年11月 テレビ『ASAHI SUPER DRY The LIVE SHOW/M-ON!TV(毎週)』青い部屋情報コーナーMC
- 2013年 短編映画『SAMURAI MODE～拙者カジュアル～』ショップ店員
- 2016年 映画『星くず兄弟の新たな伝説』アストロ・プロモーションに現れるダンサー、地球のクラブダンサー、他

## 執筆
- 2006年 雑誌『weekender 創刊号』コラム寄稿
- 2010年 ムック『脱初心者のための集中特訓＃007 自宅録音のウラ技』8章 配信編執筆
- 2012年～2013年 電子雑誌『トルタル vol.1～vol.5』コラム＆音楽連載

## モデル
- 雑誌『ビッグコミックスピリッツ・魂語録』撮影：川崎ぶら(2006.07.11号、08.28号)

## インタビュー等
- 2004年 雑誌『Audition』独占企画「イカすミュージックデリ天国」にて3週勝ち抜き優勝
- 2005年 雑誌『ARTiT 4月号』インタビュー
- 2010年 雑誌『Sound&Recording Magazine 11月号』インタビュー
- 2014年 WEB『OTOTOY』インタビュー[2]
- 2014年 WEB『DTM Station』インタビュー[3]
- 2014年 WEB『Steinberg Japan Artistインタビュー-NORO』インタビュー[4]
- 2016年 WEB『Presonus Studio One Artistユーザー・ストーリー＆レビュー』インタビュー[5]

## 関連リンク
- NORO オフィシャルウェブサイト
- NORO(ノロ) | SPACE SHOWER MUSIC
- NORO - YouTubeチャンネル
- NORO (@noro58) - X（旧Twitter）
- NORO (norosounds) - Facebook
- NORO (@noro58) - Instagram
- NOROSOUND SHOP